# A Choice of Words: Inspired by Gordon Parks
A Choice of Words: Inspired by Gordon Parks es una película documental estadounidense de 2021, dirigida y producida por John Maggio. Sigue la vida de cineasta y fotógrafo Gordon Parks. Alicia Keys sirve como un productor ejecutivo.
Tuvo su estreno mundial en el Festival de Cine de Tribeca el 18 de junio de 2021.

## Sinopsis
La película sigue la vida de cineasta y fotógrafo Gordon Parks.

## Lanzamiento
Tuvo su estreno mundial en el Festival de Cine de Tribeca el 18 de junio de 2021.
 